# 奥尔特尔公寓
36°3′49.4″N 120°18′53″E / 36.063722°N 120.31472°E
奥尔特尔公寓是位于中国山东省青岛市市南区广西路43号（含39号、41号）的一座商住建筑，约建于1906年，现为市南区一般不可移动文物。

## 历史
广西路43号建筑建于约1906年，其最初业主暂不可考。据1902年地籍清册图，该地块属于德国人胡博尔，而1913年地籍图显示该地及公寓建筑业主为德国人弗里茨·奥尔特尔（德語：Fritz Oertel），该建筑因此一般被称为“奥尔特尔公寓”。奥尔特尔在该楼不远处广西路安徽路路口的德基洋行商业综合楼经营一家理发店。
1914年青岛战役后，日军将德国官方及侨民财产全部没收出售，该楼此后业主暂不可考。有资料称1920年代时此处曾为德记建筑行（Deh Dji Construction Company）所在地，青岛民国时期著名俄国籍建筑师尤力甫曾在该行供职。另据学者鲁海称，俄国人西马瓦克于1928年在该楼一楼开设西马瓦克牙科诊所，为当时青岛最著名的牙科诊所之一。另有资料称美国人开设的吉美饭店1945年后曾设于此。该楼现为商铺兼住宅楼。2009年7月27日，该建筑列入市南区未核定为文物保护单位的不可移动文物（一般不可移动文物）名录。

## 建筑特色
该楼为一栋公寓式民居。楼高三层，坡屋顶阁楼，附设半地下室。临街正立面对称布局，花岗岩蘑菇石砌墙基，主入口位于中央，窗户为矩形窄窗，墙面装饰以竖直线条为主，辅以部分花纹，檐口中央起曲线山墙，两端为阳台，设有铁艺栏杆。背街的北立面则几乎没有装饰。该楼一楼因作为商铺使用，多处窗户已改造为门，内部木质楼梯结构老化，保护状况欠佳。外立面的部分细节花纹已消失，阳台的铁艺栏杆保存至今。

## 图集
- 建成之初的奥尔特尔公寓（左侧），1906年
- 1910年代的奥尔特尔公寓
- 奥尔特尔公寓现况，2020年3月
- 正立面原窗台处及铁艺装饰，2016年1月
- 后侧，2016年11月
- 内部状况，2016年11月